# Re Take
『ReTake』（リテイク）は、藤井フミヤ初のセルフカバー・アルバム。2002年10月9日にソニー・ミュージックアソシエイテッドレコーズから発売された。

## 概要
フミヤがチェッカーズ在籍時から本作発売までに発表した楽曲から厳選してリテイクしたアルバム。
山弦・佐橋佳幸・屋敷豪太・福富幸宏・林真史・GTS・ORIENTA-RHYTHMが音楽プロデュースを担当。
CD購入者特典で2002年12月14日大阪城ホール～12月31日日本武道館まで開催のフミヤのアリーナツアー特別先行予約案内封入。

## 収録曲
1. INSIDE(4:50)
2. わらの犬(5:40)
3. Long Road(4:47)
4. TOKYO CONNECTION(5:31)
5. ONE NIGHT GIGOLO(6:18)
6. NANA(4:37)
7. NEXT GENERATION(4:15)
8. 素直にI'm Sorry(4:03)
9. Another Orion(4:24)
10. Snow Crystal(4:36)
11. TRUE LOVE(6:19)
12. タイムマシーン(5:39)
13. 女神Version:2002(4:53)
14. Moonlight  Magic(5:25)